# Леополд Седар Сенгор
 Тази статия е за сенегалския писател.  За моста в Париж вижте Леополод Седар Сенгор (мост).  
Леопол Седар Сенгор (на френски: Léopold Sédar Senghor) е сенегалски и френски поет, писател и политик.
Той е сред основоположниците на литературното и политическо движение Негритюд, както и първият член на Френската академия, роден в Африка.

## Биография
Роден е на 9 октомври 1906 година в град Жоал на около 100 км южно от Дакар, Сенегал, в семейството на търговец.
Неговата поезия е предимно символична, основана на магичната ритмика. Основните теми са надеждата за създаване на обединена и универсална цивилизация, основана на единството на традициите и преодоляването на техните различия. Според поета езикът на поезията и символизма може да бъде основа за тази висша цел.
Леопол Седар Сенгор е първият президент на Сенегал – от 1960 до 1980 г.
Умира на 20 декември 2001 година във Версон, Франция, на 95-годишна възраст.

## Памет
Улица в София е наименувана на неговото на име 17 октомври 2013 г. (Карта).